# 선주초등학교
선주초등학교는 대한민국 경상북도 구미시 봉곡동에 있는 초등학교다.

## 학교 연혁
- 1949년 10월 1일 구미서부공립국민학교(2학급) 개교
- 1954년 3월 24일 제1회 졸업
- 1979년 3월 8일 선주국민학교로 교명 변경
- 1996년 3월 1일 선주초등학교로 교명 변경
- 2000년 9월 1일 급식소 개소 및 급식 실시
- 2004년 3월 1일 병설유치원(1학급) 개원
- 2009년 3월 1일 봉곡초등학교 분리 이관(396명)
- 2019년 2월 13일 제66회 졸업(총 졸업생 수 남 90, 여 98명, 188명)
- 2019년 3월 1일 곽칠희 교장 부임
- 2019년 3월 1일 초등 46학급, 유치원 1학급 편성 운영

## 참고 자료
- 선주초등학교 - 한국교육학술정보원 학교알리미